# 진·삼국무쌍

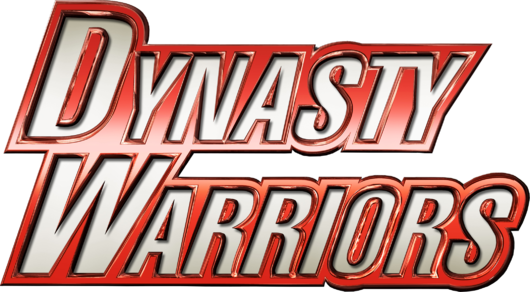

《진·삼국무쌍》(일본어: 真・三國無双, Dynasty Warriors)은 일본의 게임 회사 코에이가 개발한 액션 게임으로 현재 게임 삼국지 시리즈와 함께 코에이의 간판 게임 시리즈이다. 중국 삼국 시대의 역사서인 《삼국지》 및 이를 배경으로 쓰인 나관중의 《삼국지연의》를 모티브로 제작되었으며, 본 시리즈의 독자적인 설정도 가지고 있다. 플레이스테이션 2(PS2)용 소프트로 처음 발표된 이래, 여러 가정용 게임기, 휴대용 게임기, 개인용 컴퓨터(PC)용으로도 제작되고 있다. 한때 일본에서 가장 많은 판매율을 기록했으며, 대한민국과 중화인민공화국에도 많이 알려져 있다. 화려하고 호쾌한 액션으로 많은 유저들의 사랑을 받고 있다. 대한민국에서는 줄여서 진삼이라 부르기도 한다. 시리즈 주인공은 조운이다.
덧붙여서, 이 시리즈의 영어권 제목 이름은 ‘Dynasty Warriors’이다.(줄여서 DW라고도 함.) 영어권에서는 시리즈의 첫 작품을 《삼국무쌍》으로 보고있기 때문에 ‘진·삼국무쌍’(1)은 ‘Dynasty Warriors 2’가 되었다. 이후 숫자가 하나씩 어긋나서 발매되고 있다. (예:‘진·삼국무쌍 3’→ Dynasty Warriors 4)

## 역사
일본에서 1997년에 출시된 플레이스테이션(PS) 게임 《삼국무쌍》이 이 시리즈의 모티브이다. 그러나 삼국무쌍은 인기를 얻지 못했고, 2000년에 플레이스테이션 2(PS2)로 액션 장르의 《진·삼국무쌍》이 출시되어서 매니아 층을 확보하기 시작했다. 그리고 2001년에 《진·삼국무쌍 2》와 일종의 확장팩에 해당되는 맹장전 등이 계속 출시되고, 2003년에 《진·삼국무쌍 3》가 발매되었으며, 얼마 뒤, 이 게임은 일본에서 최고의 판매율을 올린 게임이 되었다. 2005년 《진·삼국무쌍 4》와 맹장전이 출시되었으나, 인기는 전작에 비해 줄어들었다.
2007년 11월에 일본에서 《진·삼국무쌍 5》가 발매되었다. 이 게임은 판타지적인 요소를 이전 작품에 비해 크게 강화시켜서 출시되었다. 대한민국에는 2008년 1월에 발매되었다.

## 개요
앞서 말했듯이 플레이스테이션으로 발매된 《삼국무쌍》이 모티브이다.
《삼국무쌍〉은 3차원 1:1 대전 격투 게임이었다. 1대 1의 대전형 격투 게임이었던 《삼국무쌍》에 비해서 《진 삼국무쌍》 시리즈에서는 다수의 적과 싸우는 3인칭 시점의 3차원 액션 게임이 되었다. 한 명의 무장이 많은 일반 병사, 유명한 무장을 쓰러뜨려 가는 상쾌감이 이 게임의 최대의 매력이다. 여성 캐릭터도 다수 등장하고 액션 게임으로서는 조작 방법이 비교적 간단하기 때문에 여성 유저도 많다.
기본적인 조작 방법은 대체로 시리즈 모두 비슷하며, 액션 게임에 약한 사람이라도 용이하게 다채로운 액션을 즐길 수가 있다. 한편으로 고도의 기술의 조합이나 레어 무기의 획득 등 상응하는 테크닉이 요구되는 요소도 많이 있어 액션 게임 상급자도 충분히 즐길 수가 있다. 유저 폭이 넢은게 이 게임의 특징이다.
이 시리즈의 첫 번째 작품인 진·삼국무쌍 1은 발매 당시 별로 지명도는 없었지만, 소문으로 서서히 인기가 퍼졌다. 두 번째 작품인 진·삼국무쌍 2부터 무기와 아이템 체계 같은 새로운 시스템과 이야기 전개, 스테이지의 대폭 추가 등으로 큰 폭으로 개선되어 유저의 주목을 끌게되었다.
그래서 진·삼국무쌍 2는 약 1년을 걸쳐 판매 개수 100만 개를 달성했다. 그 후도 정기적으로 속편이나 확장 소프트가 발매되고 있어 지금 액션 게임 유저뿐만 아니라 이외의 게임 팬이라도 압도적인 지명도를 자랑하는 코에이의 간판 작품이 되었다.
주된 게임 모드가 되는 ‘무쌍 모드’에서는 위, 오, 촉이나 기타인 황건적, 동탁, 남만, 여포, 원소 등의 세력을 선택해서 플레이어는 각 나라의 무장중 한 명을 선택하여 아군 승리를 목표로 한다. 각각의 스테이지에서는 수백명 규모의 군대끼리의 싸움이 전개된다.
이 시리즈의 시스템을 이용해 일본의 전국시대를 무대로 한 《전국무쌍》이나 전국무쌍의 캐릭터와 진삼국무쌍의 캐릭터가 같이 나오는 무쌍 OROCHI(무쌍 오로치), 로봇 애니메이션 건담 시리즈의 세계를 무대로 한 건담 무쌍 등이 개발되었고 이것들을 모두 모아 ‘무쌍 시리즈’라고 불린다. 또한 이 시리즈의 캐릭터가 나오는 마작 게임인 작·삼국무쌍 등, 파생 게임도 개발되고 있다.

## 게임 목표
플레이어는 한 명의 무장을 선택하여 스테이지를 돌아다니면서 아군의 승리를 목표로 한다. 승리 조건은 주로 적 총대장의 격파이다. 그러나, 일부 스테이지에 따라서는 적 총대장의 격파 이외에도 계략의 성공 등 다른 이유가 승리 조건이 되는 경우도 있다.(예:총대장이 탈출지점까지 도착)
반대로 패배 조건은 아군의 총대장의 패주 또는 보너스 플레이어가 주어지는 형태가 아니기 때문에 플레이어의 사망이다. 경우에 따라서는 특정의 무장이 패주했을 때나 성이 함락되었을때, 또는 일정한 미션의 실패 등이 포함될 수 있다. 또한 각 스테이지는 30분, 60분, 90 분 등의 설정된 제한 시간이 있어서 제한 시간이 경과했을 때도 패배가 된다.

## 시리즈 목록
대한민국에서의 정식 출시일을 기준으로 한 것이다. 괄호 안은 한글화 여부를 나타낸다.

### 플레이스테이션 2
- 진·삼국무쌍 - 2002년 2월 22일 (음성, 자막, 매뉴얼 한글화)
- 진·삼국무쌍2 - 2002년 8월 8일 (음성, 자막, 매뉴얼 한글화)
  - 진·삼국무쌍2 맹장전 - 2002년 12월 20일 (음성, 자막, 매뉴얼 한글화)
- 진·삼국무쌍3 - 2003년 5월 29일 (음성, 자막, 매뉴얼 한글화)
  - 진·삼국무쌍3 맹장전 - 2003년 10월 30일 (음성, 자막, 매뉴얼 한글화)
  - 진·삼국무쌍3 Empires - 2004년 6월 30일 (음성, 자막, 매뉴얼 한글화)
- 진·삼국무쌍4 - 2005년 6월 10일 (음성, 자막, 매뉴얼 한글화)
  - 진·삼국무쌍4 맹장전 - 2005년 12월 15일 (음성, 자막, 매뉴얼 한글화)
  - 진·삼국무쌍4 Empires - 2006년 8월 31일 (자막, 매뉴얼 한글화)
- 진·삼국무쌍5 Special - 2008년 10월 30일 (자막, 매뉴얼 한글화)

### 플레이스테이션 3
- 진·삼국무쌍5 - 2008년 1월 24일 (자막, 매뉴얼 한글화)
- 진·삼국무쌍5 Empires - 2009년 6월 25일(자막, 매뉴얼 한글화)
- 진·삼국무쌍6 - 2011년 3월 10일 (매뉴얼 한글화)
- 진·삼국무쌍7 - 2013년 2월 28일 (매뉴얼 한글화)

### 플레이스테이션·포터블
- 진·삼국무쌍 - 2005년 6월 23일 (자막, 매뉴얼 한글화)
- 진·삼국무쌍 2nd Evolution - 2006년 7월 13일 (자막, 매뉴얼 한글화)
- 진·삼국무쌍 멀티 레이드 - 2009년 5월 14일(자막, 매뉴얼 한글화)
- 진·삼국무쌍 5 스페셜 - 2010년 2월 11일 (자막, 매뉴얼 한글화)
- 진·삼국무쌍 멀티 레이드2 - 2010년 3월

### Xbox 360
- 진·삼국무쌍4 Special - 2006년 3월 9일 (매뉴얼 한글화)
- 진·삼국무쌍4 Empires - 2007년 5월 16일 (매뉴얼 한글화)
- 진·삼국무쌍5 - 2008년 1월 31일 (자막, 매뉴얼 한글화)
- 진·삼국무쌍5 Empires - 2009년 6월 25일 (자막, 매뉴얼 한글화)

### Windows
- 진·삼국무쌍3 Hyper - 2005년 7월 15일 (음성, 자막, 매뉴얼 한글화)
- 진·삼국무쌍5 - 2008년 11월 20일 (자막, 매뉴얼 한글화)
- 진·삼국무쌍 온라인 - 2008년 12월 19일 오픈 베타 서비스

### 닌텐도DS
- 진·삼국무쌍DS 파이터즈 배틀 - 2007년 10월 10일 (자막, 매뉴얼 한글화)

### GPANG
- 진·삼국무쌍 Mobile - 2006년 4월 21일 (자막, 매뉴얼 한글화)

## 시나리오
기본적으로 시나리오는 삼국지의 이야기에 따라서 진행한다. 삼국지의 시초라고도 할 수 있는 황건적의 난을 시작으로 해서 아래의 삼국지의 유명한 전투들을 다룬다.
- 호로관 전투
- 관도 대전
- 적벽 대전
- 이릉 전투
- 오장원 전투

이외에도 많은 전투를 다루며, 전투(스테이지) 순서는 역사의 시대 순서를 맞추어 간다.(사용하는 캐릭터에 따라서도 어떤 전투가 되는지, 어떤 순서인지도 각각 다르다.) 또한 도적 토벌등의 오리지널의 스테이지 이외의 허창 전투나 백제성 전투 등의 역사에 없는 가공의 전투들도 있다.
또한 “Empires”(엠파이어스) 시리즈의 “쟁패 모드”에서는 시리즈의 다른 작품과 달리 고정된 시나리오는 존재하지 않고 한 나라의 군주인 플레이어가 내정 맵에서 쳐들어가는 나라를 선택한다.(삼국지 게임과 게임 방법이 비슷하다.)

## 게임 모드
아래는 거의 모든 시리즈 작품에 있는 모드를 나타냈다. 여기의 모드가 모든 작품에 전부 있는 것은 아니다.

### 무쌍 모드
위·촉·오·그 외 세력중에서 1명의 무장을 선택해서 각각의 무장마다 설정된 스토리를 진행시켜 나가는 모드이다. 진·삼국무상 3에서는 각각의 무장이 아닌 세력으로 설정된 스토리를 진행하였다. 이 게임의 기본이 되는 모드이다.

### 프리 모드
플레이어가 임의의 시나리오를 선택하고 전투를 행하는 모드이다. 선택할 수 있는 시나리오의 수는 무쌍 모드로 플레이하면 증가한다.

### 도전 모드
일종의 과제가 설정되어 격파수나 클리어까지의 소요 시간을 겨루는 모드이다.
유성
제한 시간 10분 안에 가능한 많은 적들을 다리 위에서 떨어뜨리는 모드이다.
파쇄 (한글판 파괴)
제한 시간 2분 30초 안에 앞을 가로막는 물건들(호전차, 충차, 목우 등)을 최대한 많이 격파하는 모드이다.
참합 (한글판 폭풍)
제한 시간 90분 안에 가능한 많은 적을 격파하는 모드이다.
신속
제한 시간 없이 최대한 빨리 100명의 적을 격파하는 모드이다. 진삼국무쌍 5시리즈에서는 5~7개의 거점을 빨리 도는 모드이다.
생환
제한 시간 90분 내에 적에게 한 대의 타격 없이 가장 많은 적을 격파하는 모드이다.

### 수라 모드
《진·삼국무쌍 3 맹장전》에서 처음으로 도입된 모드로, 스테이지 수는 무제한이다. 스테이지를 클리어할수록 난이도는 조금씩 상승한다. 각지를 전전하며 포인트를 얻어 금으로 환산해서 만두 등의 아이템을 얻는 게임이다. 스테이지 5에서 나라를 세울 수 있는 게임이 나오는데, 한번 나라를 세우고 다음 5개의 스테이지마다 자신의 영토를 지켜야 한다. 이것은 플레이어가 굳이 선택하지 않을 수 있으나, 영토 수비 전투가 있는 그 스테이지에서 다른 곳으로 전투를 한다면 자동으로 영토를 잃게 된다.

## 작품 설명

### 진·삼국무쌍
《진·삼국무쌍》
시리즈 첫 작품으로서 CD-ROM 소프트이다. 사용 캐릭터는 28명, 이후의 작품과는 다르게 연속 공격은 4회까지 있었으며 착용할 수 있는 아이템도 없었다. 스테이지의 제한 시간도 모든 스테이지가 100분이며 스테이지의 수도 겨우 8개밖에 되지 않았다.

### 진·삼국무쌍2
《진·삼국무쌍2》
무장과 스테이지가 큰 폭으로 증가해 사용 캐릭터는 41명으로 증가했다. 무장마다의 스테이지 구성한 무쌍 모드가 생겼다. 장비 아이템, 무기 속성 추가, 공격 액션의 추가가 있었고, 시리즈 최초로 2명 동시 플레이가 등장했다.
《진·삼국무쌍2 맹장전》
진·삼국무쌍 2 (PS2)의 확장팩. 3국 이외의 기타 세력 무장의 가상의 무쌍 모드 추가. 호위병의 에디트 기능 추가. 최고의 무기인 5무기 추가. 장비 아이템, 레어 아이템 추가.

### 진·삼국무쌍3
《진·삼국무쌍3》
사용 캐릭터는 42명. 세력마다 무쌍 모드(도중에 무장을 교대가능)가 등장했다. 공격 액션, 1대1 대전 시스템의 추가. 무기 성장 시스템(레벨)의 도입. 새로운 캐릭터 디자인과 BGM추가.
《진·삼국무쌍3 맹장전》
진·삼국무쌍 3 (PS2)의 확장팩. 무장 고유의 시나리오(1명에게 1개)가 있는 열전 모드. 시나리오가 자동 생성되며 각지를 여행하는 수라 모드 추가. 최고 무기인 레벨 11무기와 새 아이템 도입.
《진·삼국무쌍3 Empires》
정책 실행, 신거점 시스템을 도입한, 새로운 스타일의 진·삼국 무쌍.
《진·삼국무쌍3》의 시스템을 이용한 외전격인 작품으로, 메인모드인 “쟁패” 모드는 플레이어가 군주가 되고 통치를 실시하는 전략 시뮬레이션 게임풍의 모드이다. 전투는 이전 작품과 같은 스테이지에서 플레이된다. 보급의 개념이 다른 작품에 비해 중요시되고 있어 보급이 닿지 않는 장소에서는 플레이어가 매우 약해진다. 이 때문에 필연적으로 다른 동료 무장들과 보조를 갖추어 협력해 싸우지 않으면 안 된다.
《진·삼국무쌍3 하이퍼(Hyper)》(PC용)
진·삼국 무쌍 3의 윈도우 XP/2000용 PC판. 코에이의 해적판(불법 게임 복제 소프트) 대책으로서 개발된 네트워크 인증 시스템이 도입된 마지막 게임 소프트이다. 소프트 기동시에 인증을 실시하기 위해서 플레이하려면 네트워크에 접속된 PC에 설치해야 한다. 게임 면에서 추가된 것은 없다. 즉, PS2용 《진·삼국무쌍3》의 PC판이라고 생각하면 된다.

### 진·삼국무쌍4
《진·삼국무쌍4》
사용 캐릭터는 48명. 무장 고유의 시나리오 모드(1명에게 1개)로 바뀐 무쌍 모드. 공격 액션의 추가. 호위 무장의 도입. 새로운 거점 시스템의 도입. 무기 성장 시스템의 폐지. 무기에 중량의 개념이 추가, 에볼루션 공격의 추가로 최대 9회까지 연속 공격이 가능해진다. 또한 R3버튼의 “선전 포고”가 “무쌍 각성”으로 변경되었다. 한 명 한 명의 무장에게 고유 엔딩, 스토리가 있다.
《진·삼국무쌍4 맹장전》
진·삼국 무쌍 4 (PS2)의 확장팩. 새로운 아이템의 추가. 에디트 무장을 졸병부터 단계적으로 육성하여 강력한 에디트 무장으로 만드는 입지 모드 추가, 오리지널 무장을 작성하는 에디트 모드, (진삼 4)에 들어가지 않았던 스테이지이나, 가공의 싸움을 쓴 외전모드를 추가. 또, 진·삼국 무쌍 3 맹장전에 있던 수라 모드도 도입되었다.
《진·삼국무쌍4 Empires》
진·삼국 무쌍 3 Empires와 같이 “쟁패” 모드가 있어서 플레이어를 군주로 해서 중국 통일을 목표로 한다. 전작에서 단 하나의 시나리오만 선택할 수 있었던 것이 본작에서는 5개의 시나리오(황건대란, 군웅할거, 관도대전, 적벽대전, 영웅집결)중에서 하나를 선택할 수 있게 되었다. (하지만 초기설정에서는 184년의 황건대란과 영웅집결밖에 없다.) 또 이전 작품에서는 할 수 없었던 2인 협력 플레이도 가능하게 되었다. 또한 아군이 지시를 내릴 수 있는 등 전략적 요소가 강해졌다. 그리고 전작과 달리 무조건 장수들이 제안한 정책들 중 선택하는 것 이외에도 자신이 직접 원하는 정책을 선택할 수 있게 되었다. (3 Empires)에 비하면 보급의 중요성은 없어졌다. Xbox360판은 머신 파워를 살린 대폭적인 밸런스의 강화가 이뤄졌다.
《진·삼국무쌍4 Special》 (Xbox360용)
Xbox에서없던 Xbox360의 기능과 성능을 더욱 살려서 그래픽의 강화 및 HDTV 전용의 와이드스크린 구성에 더욱 힘을썼다. 《진·삼국 무쌍 4 맹장전》에서 있던 외전모드·수라 모드가 추가되었다.(입지·에디트 모드는 미수록). PS2판에 비해 밸런스가 큰폭으로 강화되었다.

### 진·삼국무쌍5
《진·삼국무쌍5》
플레이스테이션 2의 성능을 기준으로 하고 있던 이전 작품들과 달리 신세대 게임기를 전제로 해서 만들어진 첫 진삼 시리즈 소프트이다.
게임 시스템, 캐릭터 디자인, 사용 무기등 게임의 기본적인 부분부터 대폭적인 변경이 있었다. 가장 큰 변경이라하면 연속기술의 모션이 변경되었다. 일명 ‘연무 시스템’을 탑재해서 연무게이지가 높으면 높을수록 공격력이 더욱 커지고 다채로운 연속 공격을 낼 수 있게 되었다. 또한 적으로부터 공격을 받으면 연무게이지가 줄어들어 버리므로 적으로부터 공격을 받지 않고 연속으로 공격을 유지하는게 중요 포인트가 되었다. 무기는 더 이상 레벨의 개념이 사라지고 속성이 채택되었다.
이전 작품에서 사용 가능 캐릭터였던 강유, 성채, 방덕, 대교, 맹획, 축융, 좌자등 7명이 없어지고 게임의 메인이 되는 무쌍 모드(스토리 모드)는 등장하는 41명의 캐릭터중 17명에게만 가능하도록 되어 있다. 나머지의 24명은 프리 모드나 챌린지 모드 및 무쌍 모드의 2P만으로 사용 가능하다. 또한 2명에서 최대 5명까지 캐릭터의 공격 모션이 공용된다. 또 이전 작품까지 50명 단위였던 병사 격파수의 정보 내역도 100명 단위로 변경되었다.
거점시스템
모든 스테이지(전장)에 있는 몇 개의 적군 거점에는 내구치가 설정되어 있어서 그것을 0으로 하면 아군의 거점으로 활용할 수 있다. 아군 거점에는 일정 시간 간격으로 회복 아이템이 출현한다. 적군 거점에는 거점 병장과 부장 및 일반 병사들이 대기하고 있다. 일반 병사 1명을 격파 할 경우 내구치는 1이 줄어들고, 부장을 격파하면 내구치가 20포인트 줄어들고, 거점 병장을 격파하면 나머지 내구치에 관계없이 즉시 거점을 탈취할 수 있다.
《진·삼국무쌍5 Special》 (PS2용)
플레이스테이션 3용에서 출시된 진·삼국무쌍 5가 플레이스테이션 2용으로 하위 이식이 된 작품이다. 6인의 무장의 새로운 무쌍 모드가 추가 되었다. 각각 위의 조비, 장합, 촉의 월영, 마초, 오의 태사자, 능통으로 이전 작품인 진·삼국무쌍 5에서는 고유 모션또한 없었으나, 추가되었다. 하지만 게임기 하위 이식이다 보니 그래픽과 시스템에 변화가 있어 프레임 저하로 인한 느려짐, 등장 적병 수 감소, 주변에 적병이나 적장의 투명화 그리고 일기토와 수영 등의 시스템이 삭제되었다.
《진·삼국무쌍5 Empires》
기존의 엠파이어스와 달리 시작할 때 군주나 무장을 선택해서 플레이 할 수 있고, 군주에게는 '카드'라는 것이 있어서 전투 준비를 하거나 내정을 할 수 있다. 또한 에디트 무장을 만들때 피부색이나 옵션 파츠를 선택할 수 있는등, 에디트 무장의 표현 자유도가 높아졌다. 에디트 무장의 최대 한계치는 100명으로 알려져 있다.

### 휴대용 게임기
《진·삼국무쌍》
이 게임의 무쌍 모드는 한 스테이지가 에어리어(area)라고 하는 구역으로 약 20개 정도로 분할되어 있어서 에어리어 간의 이동을 할 수 있는 파트와 에어리어 내에서의 전투를 실시하는 파트를 반복해서 진행하는 형식의 게임이 되어 병량 제도라고 하는 시간제한을 도입했다. 이것은 전투 중에 전의(戰意) 게이지라고 하는 것이 존재해서 적군의 전의 게이지를 없애면 승리하고, 반대로 아군의 전의 게이지가 없어지면 자신의 체력이 남아 있어도 패배가 되는 등의 기존의 삼국 무쌍 시리즈와 달리 전술적인 요소도 들어가 있다.
그밖에도 무기는 전투 중에서만 성장 가능하거나 특수 능력을 가지는 부장을 동반한 싸움이 가능하다. 무기의 성장 시스템이나 병량의 감소 속도 등에서 악평도 있었지만, 그것은 모두 《진·삼국 무쌍 2 nd》에서 개선되었다. 등장 무장은 《진·삼국 무쌍 3》보다 약간 적은 42명. 덧붙여서 무쌍 무장을 제외한 부장에게는 삼국지 시리즈 게임의 얼굴이 각각의 무장에 표시되어 있고 전국무쌍의 무장도 등장했다.
《진·삼국무쌍 2nd Evolution》
PSP로 나온 2번째 작품이다. 전작의 악평이었던 시스템등을 큰폭으로 개선하였다. 진·삼국 무쌍4가 바탕으로 되어 있어 사용 가능 캐릭터도 진삼4과 같이 48명이다. 스테이지에서 싸우는 부장이 모두 300명 준비되어서 부장의 무기의 콜렉션 요소나 부장에 의한 스토리의 변화도 있지만, 위,촉,오 외의 타세력 무쌍 모드는 탑재되지 않았고, 타세력은 “대전” 또는 “프리 모드”만으로 사용 가능하게 되었다. 또한 말의 육성 시스템도 추가. 활 시스템은 각성 시스템으로 변경되었다. 또 이번 작품에서 무장의 파라미터가 부장을 데리고 가기 위한 “통솔”이라고 하는 값밖에 성장하지 않게 되었다. 부장은 전국무쌍 2·봉신연의·항류기 등의 무장이 출연했다.
《진·삼국무쌍 MULTI RAID(멀티 레이드)》
대한민국에서 2009년 5월 14일 발매된 PSP 3번째 작품이다. 가장 큰 특징은 게임 내에서 무환(武幻)을 이용하여 플레이어 무장이 귀신처럼 변신이 가능하다. 그 외에도 기본 무기와 서브 무기를 바꿔가며 플레이할 수 있다. 멀티플레이를 통해 최대 4명이 같이 플레이 할 수 있으며 공중전 위주의 플레이를 유도하는 작품이다.
최근 멀티레이드 스페셜이 Xbox 360, PS3로 발매된다는 소식이 일본에 통보되었다.
《진·삼국무쌍 5 Special》
진·삼국무쌍 5의 하위 이식(다운그레이드)판인 PS2판의 진·삼국무쌍 5 스페셜을 다시 PSP로 발매한다는 소식이 나왔다. 발매 예정일은 9월이었으나 10월로 연기되었으며, 스크린숏과 티저사이트를 통해 진·삼국무쌍 5 Empires에만 등장하던 '맹획'이 등장할 예정이라는 사실이 밝혀졌다. 그러나 대한민국 커뮤니티에서는 5만 너무 우려먹는다는 비판이 나오기도 하였다.

### 온라인
《진·삼국무쌍 온라인》
넷마블에서 진·삼국무쌍 온라인이 제공되었으나, 2010년 7월 29일부로 서비스 종료가 결정되었다.

## 게임 캐릭터
대한민국 발매판의 진 삼국무쌍 4를 기준으로 설명한다. 1, 2, 3편에는 아래의 무장들중 일부가 등장하지 않는 경우가 있다. 1, 2, 3, 4편 모두 완전 한글화로 성우들의 한국어 목소리로 녹음되었으나 5편에서는 목소리가 일본어로 나오고 한글 자막으로 처리하였다.

### 나레이션
- 성완경 - 《진·삼국무쌍》
- 유강진 - 《진·삼국무쌍 2》
- 원호섭 - 《진·삼국무쌍 3》, 《진·삼국무쌍 4》(오리지널)
- 김도현 - 《진·삼국무쌍 4》(맹장전)

### 위(魏)
- 조조(曹操, 군주)
  - 성우: 이정구 - 《진·삼국무쌍》, 김환진 - 《진·삼국무쌍 2》, 정승욱 - 《진·삼국무쌍 3》, 《진·삼국무쌍 4》
- 조비(曹丕)
  - 성우: 신용우 - 《진·삼국무쌍 4》
  - 일본 성우: 칸나 노부토시
- 견희(甄姬)
  - 성우: 은영선 - 《진·삼국무쌍 2》, 이자명 - 《진·삼국무쌍 3》, 《진·삼국무쌍 4》
- 하후돈(夏侯惇)
  - 성우: 장호비 - 《진·삼국무쌍》, 송준석 - 《진·삼국무쌍 2》, 방성준 - 《진·삼국무쌍 3》, 《진·삼국무쌍 4》
- 하후연(夏侯淵)
  - 성우: 이병조 - 《진·삼국무쌍》, 김민성 - 《진·삼국무쌍 2》, 최석필 - 《진·삼국무쌍 3》, 《진·삼국무쌍 4》
- 사마의(司馬懿, 책략가)
  - 성우: 최병상 - 《진·삼국무쌍》, 이원준 - 《진·삼국무쌍 2》, 정명준 - 《진·삼국무쌍 3》, 《진·삼국무쌍 4》
  - 일본 성우: 타키시타 츠요시
- 조인(曹仁)
  - 성우: 손종환 - 《진·삼국무쌍 3》, 《진·삼국무쌍 4》
  - 일본 성우: 에가와 히사오
- 장료(張遼)
  - 성우: 유해무 - 《진·삼국무쌍》, 이규석 - 《진·삼국무쌍 2》, 김광국 - 《진·삼국무쌍 3》, 《진·삼국무쌍 4》
- 서황(徐晃)
  - 성우: 변영희 - 《진·삼국무쌍 2》, 김정은 - 《진·삼국무쌍 3》, 《진·삼국무쌍 4》
- 장합(張郃)
  - 성우: 전광주 - 《진·삼국무쌍 2》, 《진·삼국무쌍 3》, 《진·삼국무쌍 4》
- 전위(典韋)
  - 성우: 장호비 - 《진·삼국무쌍》, 사성웅 - 《진·삼국무쌍 2》, 《진·삼국무쌍 3》, 《진·삼국무쌍 4》
- 허저(許楮)
  - 성우: 유해무 - 《진·삼국무쌍》, 이장원 - 《진·삼국무쌍 2》, 《진·삼국무쌍 3》, 《진·삼국무쌍 4》
- 방덕(龐德)
  - 성우: 이광수 - 《진·삼국무쌍 4》

### 촉(蜀)
- 유비(劉備, 군주)
  - 성우: 구자형 - 《진·삼국무쌍》, 김민석 - 《진·삼국무쌍 2》, 《진·삼국무쌍 3》, 《진·삼국무쌍 4》
- 관우(關羽)
  - 성우: 신성호 - 《진·삼국무쌍》, 이재용 - 《진·삼국무쌍 2》, 《진·삼국무쌍 3》, 《진·삼국무쌍 4》
- 장비(張飛)
  - 성우: 민응식 - 《진·삼국무쌍》, 이장원 - 《진·삼국무쌍 2》, 《진·삼국무쌍 3》, 《진·삼국무쌍 4》
  - 일본 성우: 카케가와 히로히코
- 제갈량(諸葛亮, 책략가)
  - 성우: 홍시호 - 《진·삼국무쌍》, 김세한 - 《진·삼국무쌍 2》, 《진·삼국무쌍 3》, 《진·삼국무쌍 4》
  - 일본 성우: 오노사카 마사야
- 조운(趙雲)
  - 성우: 강수진 - 《진·삼국무쌍》, 《진·삼국무쌍 3》, 《진·삼국무쌍 4》, 정훈석 - 《진·삼국무쌍 2》
  - 일본 성우: 오노사카 마사야
- 마초(馬超)
  - 성우: 김관진 - 《진·삼국무쌍》, 양석정 - 《진·삼국무쌍 2》, 《진·삼국무쌍 3》, 《진·삼국무쌍 4》
  - 일본 성우: 하라마키 코우지
- 황충(黃忠)
  - 성우: 장광 - 《진·삼국무쌍》, 이규석 - 《진·삼국무쌍 2》, 이철용 - 《진·삼국무쌍 3》, 《진·삼국무쌍 4》
  - 일본 성우: 카와즈 야스히코
- 방통(龐統)
  - 성우: 윤세웅 - 《진·삼국무쌍 2》, 김 장 - 《진·삼국무쌍 3》, 《진·삼국무쌍 4》
- 강유(姜維)
  - 성우: 오인성 - 《진·삼국무쌍》, 안용욱 - 《진·삼국무쌍 2》, 방성준 - 《진·삼국무쌍 3》, 《진·삼국무쌍 4》
  - 일본 성우: 스가누마 히사요시
- 월영(月英)
  - 성우: 양정화 - 《진·삼국무쌍 3》, 《진·삼국무쌍 4》
- 위연(魏延)
  - 성우: 안장혁 - 《진·삼국무쌍 2》, 《진·삼국무쌍 3》, 《진·삼국무쌍 4》
- 관평(關平)
  - 성우: 서윤선 - 《진·삼국무쌍 4》
- 성채(星彩)
  - 성우: 이현진 - 《진·삼국무쌍 4》
  - 일본 성우: 노다 준코

### 오(吳)
- 손견(孫堅, 군주)
  - 성우: 이병조 - 《진·삼국무쌍》, 장호비 - 《진·삼국무쌍 2》, 안장혁 - 《진·삼국무쌍 3》, 《진·삼국무쌍 4》
- 손책(孫策)
  - 성우: 오인성 - 《진·삼국무쌍 2》, 김 장 - 《진·삼국무쌍 3》, 《진·삼국무쌍 4》
- 손권(孫權)
  - 성우: 오인성 - 《진·삼국무쌍》, 정훈석 - 《진·삼국무쌍 2》, 이규석 - 《진·삼국무쌍 3》, 《진·삼국무쌍 4》
  - 일본 성우: 스가누마 히사요시
- 손상향(孫尙香)
  - 성우: 이현진 - 《진·삼국무쌍》, 《진·삼국무쌍 3》(오리지널), 배정미 - 《진·삼국무쌍 2》, 이용신 - 《진·삼국무쌍 3》(맹장전), 《진·삼국무쌍 4》
- 주유(周瑜, 책략가)
  - 성우: 유동균 - 《진·삼국무쌍》, 《진·삼국무쌍 2》, 최재호 - 《진·삼국무쌍 3》, 《진·삼국무쌍 4》
- 황개(黃蓋)
  - 성우: 양석정 - 《진·삼국무쌍 2》, 박만영 - 《진·삼국무쌍 3》, 《진·삼국무쌍 4》
- 여몽(呂蒙)
  - 성우: 노민 - 《진·삼국무쌍》, 김승태 - 《진·삼국무쌍 2》, 이철용 - 《진·삼국무쌍 3》, 《진·삼국무쌍 4》
- 육손(陸遜)
  - 성우: 강수진 -《진·삼국무쌍》, 김우정 - 《진·삼국무쌍 2》, 전광주 - 《진·삼국무쌍 3》, 《진·삼국무쌍 4》
  - 일본 성우: 노지마 켄지
- 태사자(太史慈)
  - 성우: 민응식 - 《진·삼국무쌍》, 엄상현 - 《진·삼국무쌍 2》, 송준석 - 《진·삼국무쌍 3》, 《진·삼국무쌍 4》
  - 일본 성우: 카케가와 히로히코
- 감녕(甘寧)
  - 성우: 성완경 - 《진·삼국무쌍》, 김용준 - 《진·삼국무쌍 2》, 변영희 - 《진·삼국무쌍 3》, 《진·삼국무쌍 4》
- 주태(周泰)
  - 성우: 시영준 - 《진·삼국무쌍 3》, 《진·삼국무쌍 4》
- 능통(凌統)
  - 성우: 홍범기 - 《진·삼국무쌍 4》
  - 일본 성우: 마츠노 타이키
- 대교(大喬)
  - 성우: 김지혜 - 《진·삼국무쌍 2》, 여민정 - 《진·삼국무쌍 3》, 《진·삼국무쌍 4》
- 소교(小喬)
  - 성우: 이현주 - 《진·삼국무쌍 2》, 여민정 - 《진·삼국무쌍 3》, 《진·삼국무쌍 4》

### 기타 무장
- 여포(呂布)
  - 성우: 김일 - 《진·삼국무쌍》, 임진응 - 《진·삼국무쌍 2》, 《진·삼국무쌍 3》, 《진·삼국무쌍 4》
- 동탁(董卓)
  - 성우: 노민 -《진·삼국무쌍》, 《진·삼국무쌍 3》, 《진·삼국무쌍 4》, 장호비 - 《진·삼국무쌍 2》
- 초선(貂蟬)
  - 성우: 배정미 - 《진·삼국무쌍》, 정현경 - 《진·삼국무쌍 2》, 최덕희 - 《진·삼국무쌍 3》(오리지널), 김선혜 - 《진·삼국무쌍 3》(맹장전), 《진·삼국무쌍 4》
- 원소(袁紹)
  - 성우: 온영삼 - 《진·삼국무쌍》, 장성호 - 《진·삼국무쌍 2》, 《진·삼국무쌍 3》, 《진·삼국무쌍 4》
- 장각(張角)
  - 성우: 장광 - 《진·삼국무쌍》, 송준석 - 《진·삼국무쌍 2》, 《진·삼국무쌍 3》, 《진·삼국무쌍 4》
  - 일본 성우: 카와즈 야스히코
- 맹획(孟獲)
  - 성우: 사성웅 - 《진·삼국무쌍 2》, 《진·삼국무쌍 3》, 《진·삼국무쌍 4》
- 축융(祝融)
  - 성우: 오길경 - 《진·삼국무쌍 2》, 《진·삼국무쌍 3》, 《진·삼국무쌍 4》
- 좌자(左慈)
  - 성우: 최준영 - 《진·삼국무쌍 4》
- 복희(伏犠) (진·삼국무쌍2,멀티 레이드 2에 등장)
- 여와(女媧) (진·삼국무쌍2,멀티 레이드 2에 등장)

## 같이 보기
- 무쌍 시리즈
- 진·삼국무쌍의 시리즈 목록
- 전국무쌍
- 무쌍 오로치
- 삼국지
- 삼국지연의